# Kaito Anzai
Kaito Anzai (japanisch 安西 海斗 Anzai Kaito; * 19. Februar 1998 in der Präfektur Saitama) ist ein japanischer Fußballspieler auf der Position eines Mittelfeldspielers.

## Karriere
Anzai erlernte das Fußballspielen in der Jugendmannschaft von Kashiwa Reysol. Seinen ersten Vertrag unterschrieb er 2016 bei Kashiwa Reysol. Der Verein spielte in der höchsten Liga des Landes, der J1 League. Im Juli 2017 wurde er an den Zweitligisten Montedio Yamagata ausgeliehen. Für den Verein absolvierte er 25 Ligaspiele. 2019 wechselte er zur U23-Mannschaft des Sporting Braga in Portugal. Von dort aus wechselte er im August 2020 ablösefrei nach Länk FC Vilaverdense (damals noch Vilaverdense), jedoch endete seine Zeit in Portugal bereits 2021 wieder. Im März 2022 wechselte er zu der japanischen Mannschaft JEF United Ichihara Chiba, von wo aus er ablösefrei im Januar 2023 zu Veertien Mie wechselte.